# Lago Contraig
Lago Contraig är en sjö i Spanien.   Den ligger i provinsen Província de Lleida och regionen Katalonien, i den nordöstra delen av landet, 400 km nordost om huvudstaden Madrid. Lago Contraig ligger 2 567 meter över havet.  Trakten runt Lago Contraig består i huvudsak av gräsmarker.